# Championnat d'Irlande de football 1932-1933
Navigation
Édition précédente Édition suivante
Le Championnat d'Irlande de football 1932-1933 est la douzième édition du championnat d'Irlande de football. Il est remporté par Dundalk FC. Pour la première fois depuis la création du championnat, une équipe qui n’est pas basée à Dublin remporte le titre.
La compétition ne comporte plus que dix participants, Waterford, Jacob’s et Brideville quittant le championnat.

## Les 10 clubs participants
- Bohemian FC
- Bray Unknowns
- Cork FC
- Cork Bohemians Football Club
- Dolphin FC
- Drumcondra FC
- Dundalk FC
- Saint James's Gate FC
- Shamrock Rovers
- Shelbourne FC

## Classement
| Place | Club                  | Points | Victoires | Nuls | Défaites | Buts pour | Buts contre | Différence |
| ----- | --------------------- | ------ | --------- | ---- | -------- | --------- | ----------- | ---------- |
| 1er   | Dundalk FC            | 29     | 13        | 3    | 2        | 44        | 21          | +23        |
| 2e    | Shamrock Rovers       | 24     | 11        | 2    | 5        | 48        | 32          | +16        |
| 3e    | Shelbourne FC         | 23     | 10        | 3    | 5        | 45        | 26          | +19        |
| 4e    | Cork FC               | 21     | 10        | 1    | 7        | 35        | 35          | 0          |
| 5e    | Bray Unknowns         | 19     | 6         | 7    | 5        | 29        | 29          | 0          |
| 6e    | Saint James's Gate FC | 17     | 8         | 1    | 9        | 39        | 41          | -2         |
| 7e    | Cork Bohemians        | 14     | 4         | 6    | 8        | 30        | 38          | -8         |
| 8e    | Dolphin FC            | 14     | 5         | 4    | 9        | 28        | 39          | -11        |
| 9e    | Bohemian FC           | 13     | 4         | 5    | 9        | 24        | 40          | -16        |
| 10e   | Drumcondra FC         | 6      | 1         | 4    | 13       | 22        | 43          | -21        |

## Source
- (en) Alex Graham, Football in the Republic of Ireland : a Statistical Record 1921–2005, Soccer Books Ltd, novembre 2005, 142 p. (ISBN 978-1862231351).